# Maigo
Maigo ist eine philippinische Stadtgemeinde in der Provinz Lanao del Norte. Sie hat 21.666 Einwohner (Zensus 1. August 2015). Die Gemeinde liegt an der Bucht von Iligan.

## Baranggays
Maigo ist politisch in 13 Baranggays unterteilt.
- Balagatasa
- Camp 1
- Claro M. Recto
- Inoma
- Labuay
- Liangan West
- Mahayahay
- Maliwanag
- Mentring
- Poblacion
- Santa Cruz
- Segapod
- Kulasihan (Villanueva)